# Герхард V фон Диц
Герхард V (IV, VI, VII) фон Диц (на немски: Gerhard V (IV, VI, VII) von Diez; † 1388) е от 1343 г. граф на Диц.

## Произход
Той е син на граф Герхард IV (VI) фон Диц (1317 – 17 януари 1343 в битка) и съпругата му Юта фон Насау-Хадамар (ок. 1300 – 10 ноември 1370), дъщеря на граф Емих I фон Насау-Хадамар и Анна фон Цолерн-Нюрнберг. Сестра му Агнес се омъжва през 1367/1368 г. за граф Еберхард V фон Катценелнбоген.

## Фамилия
Герхард V фон Диц се жени за Гертруд фон Вестербург († 14 август 1397), дъщеря на Райнхард I фон Вестербург и Берта (Бехте) фон Фалкенщайн. Те имат две дъщери:
- Юта (* 1367; † 14 август 1397), омъжена 1384 г. за граф Адолф фон Насау-Диленбург-Диц (1362 – 1420), който получава Графство Диц
- Анна († сл. 1400), омъжена пр. 1387. г. за Йохан IV фон Вилденбург († 1418)